# Rathaus (Šumperk)

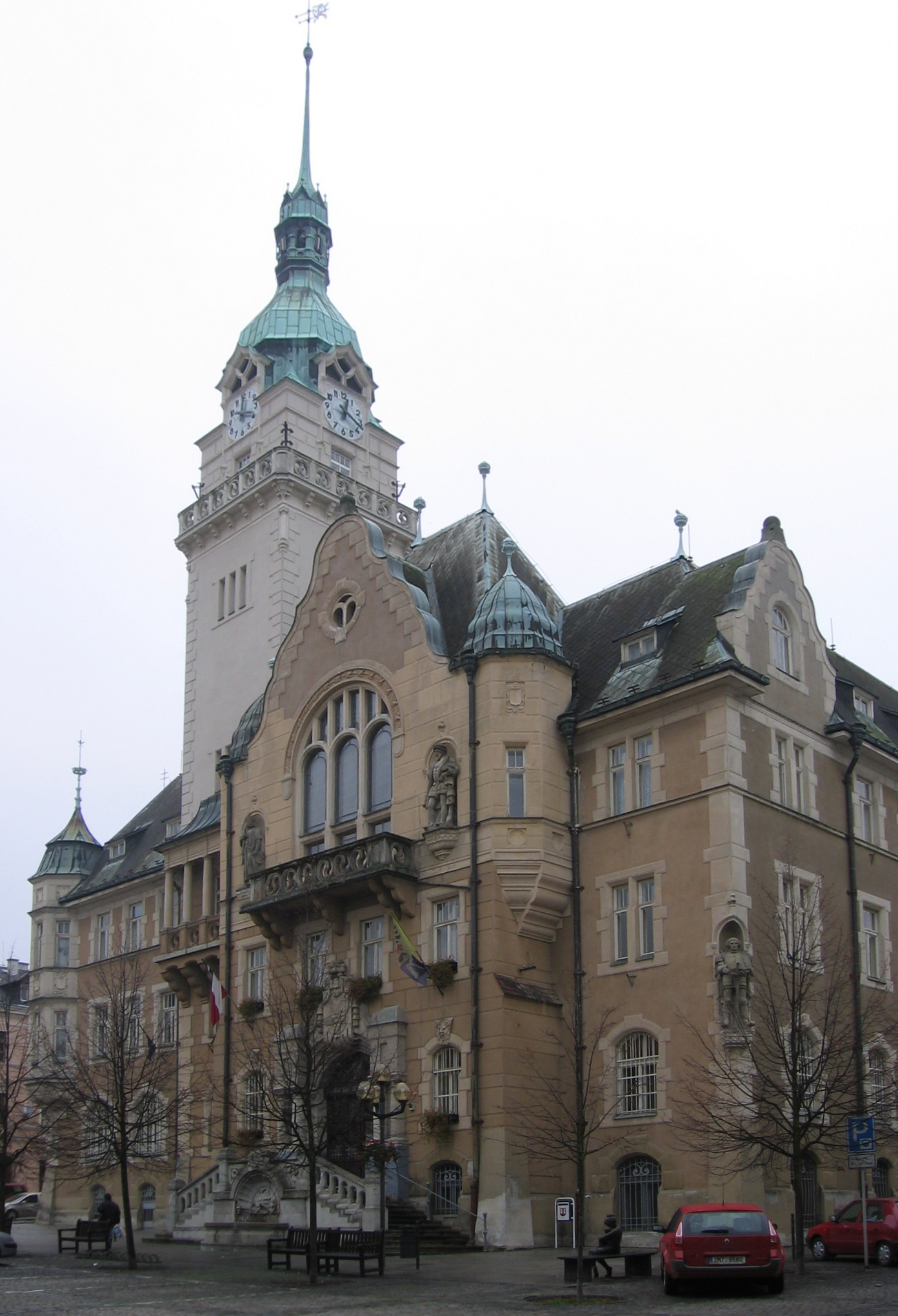
Rathaus in Šumperk

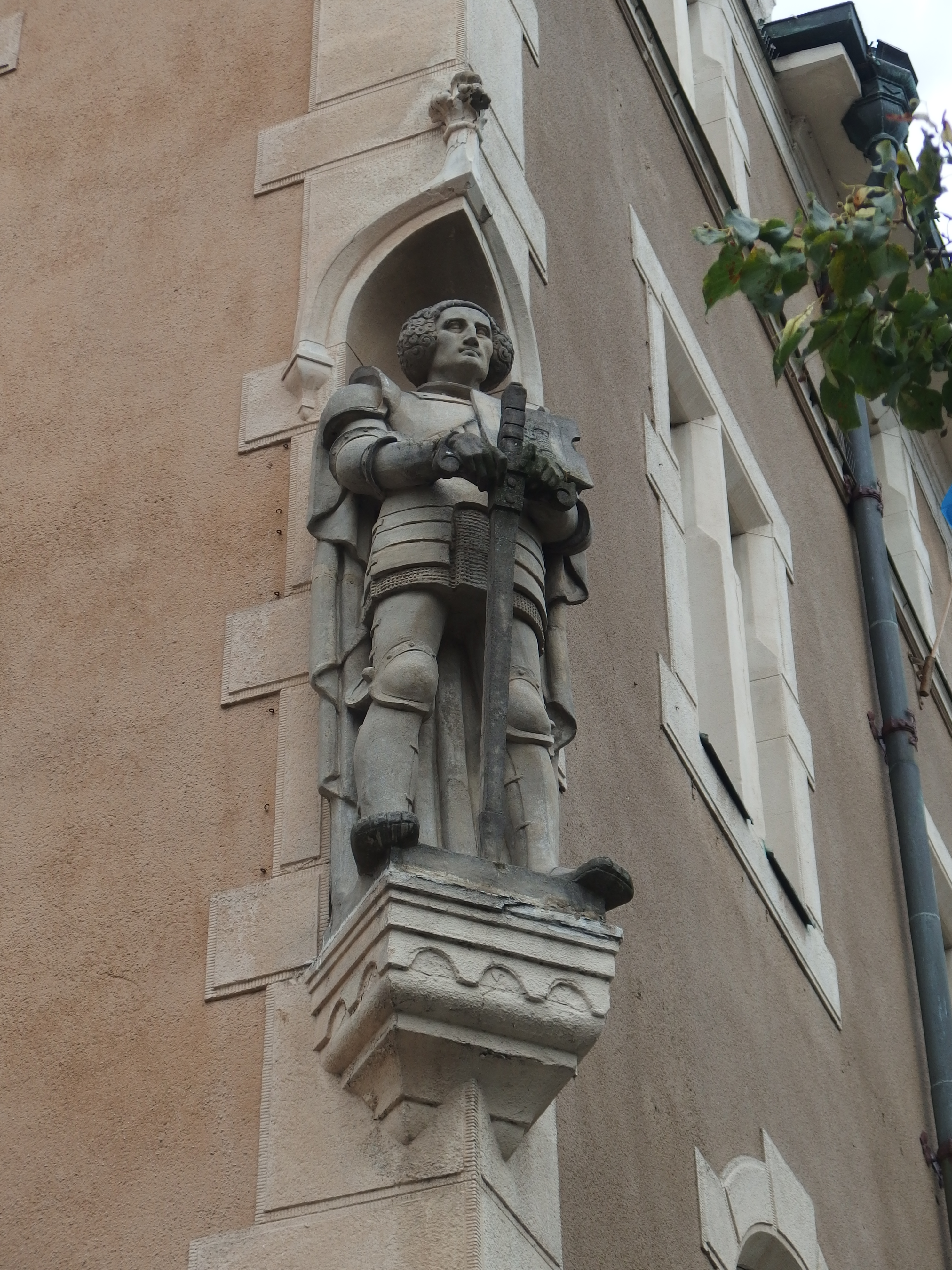
Roland

Das Rathaus in Šumperk (deutsch Mährisch Schönberg), einer Stadt in der Region Olomoucký kraj in Tschechien, wurde 1910/11 errichtet. Das Rathaus am Marktplatz ist seit 1988 ein geschütztes Kulturdenkmal. Das Gebäude wurde an der Stelle des abgerissenen Renaissance-Rathauses von 1474 im Jugendstil erbaut.